# Echinargus isola
Echinargus isola är en fjärilsart som beskrevs av Tryon Reakirt 1866. Echinargus isola ingår i släktet Echinargus och familjen juvelvingar. Inga underarter finns listade i Catalogue of Life.

## Bildgalleri

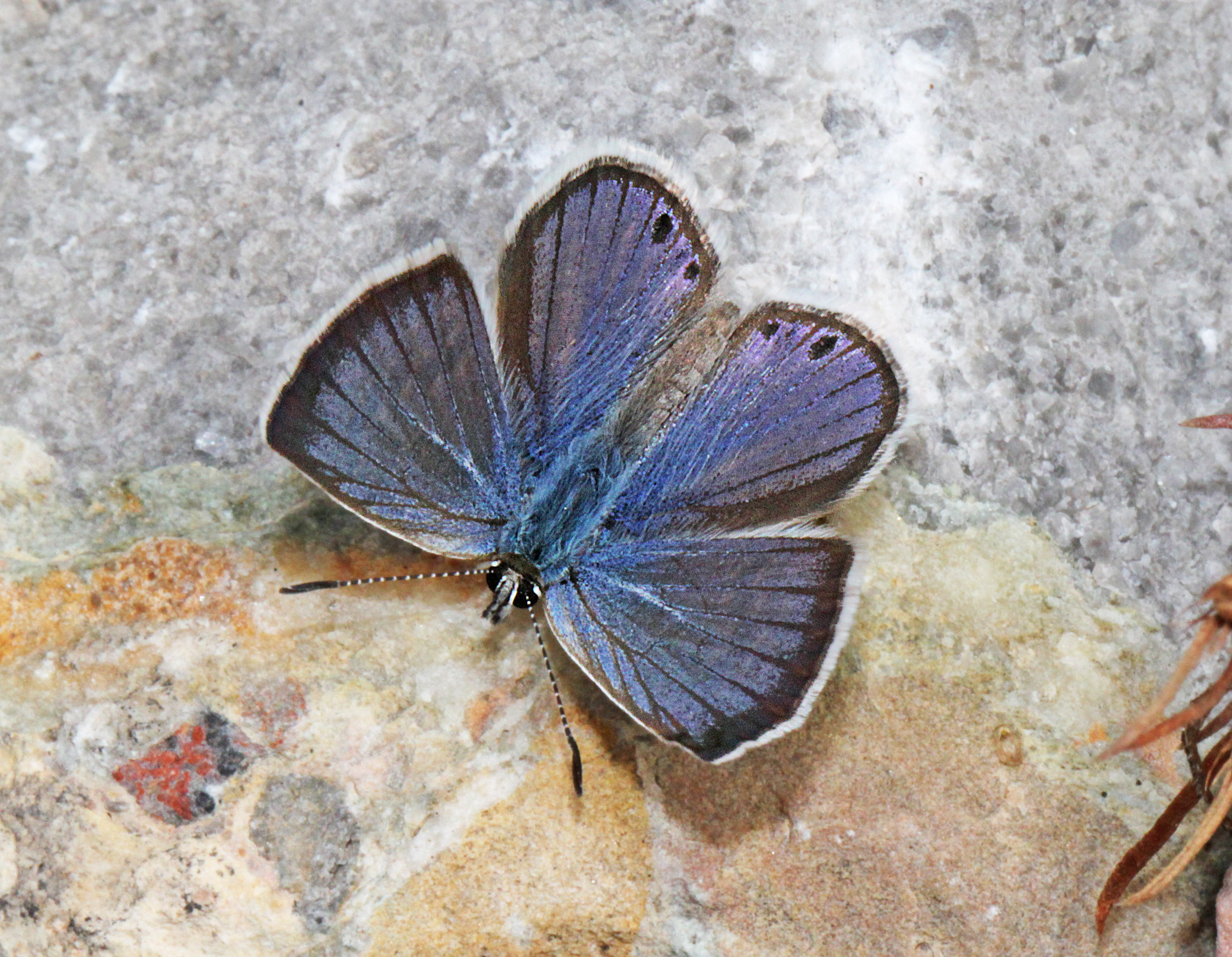
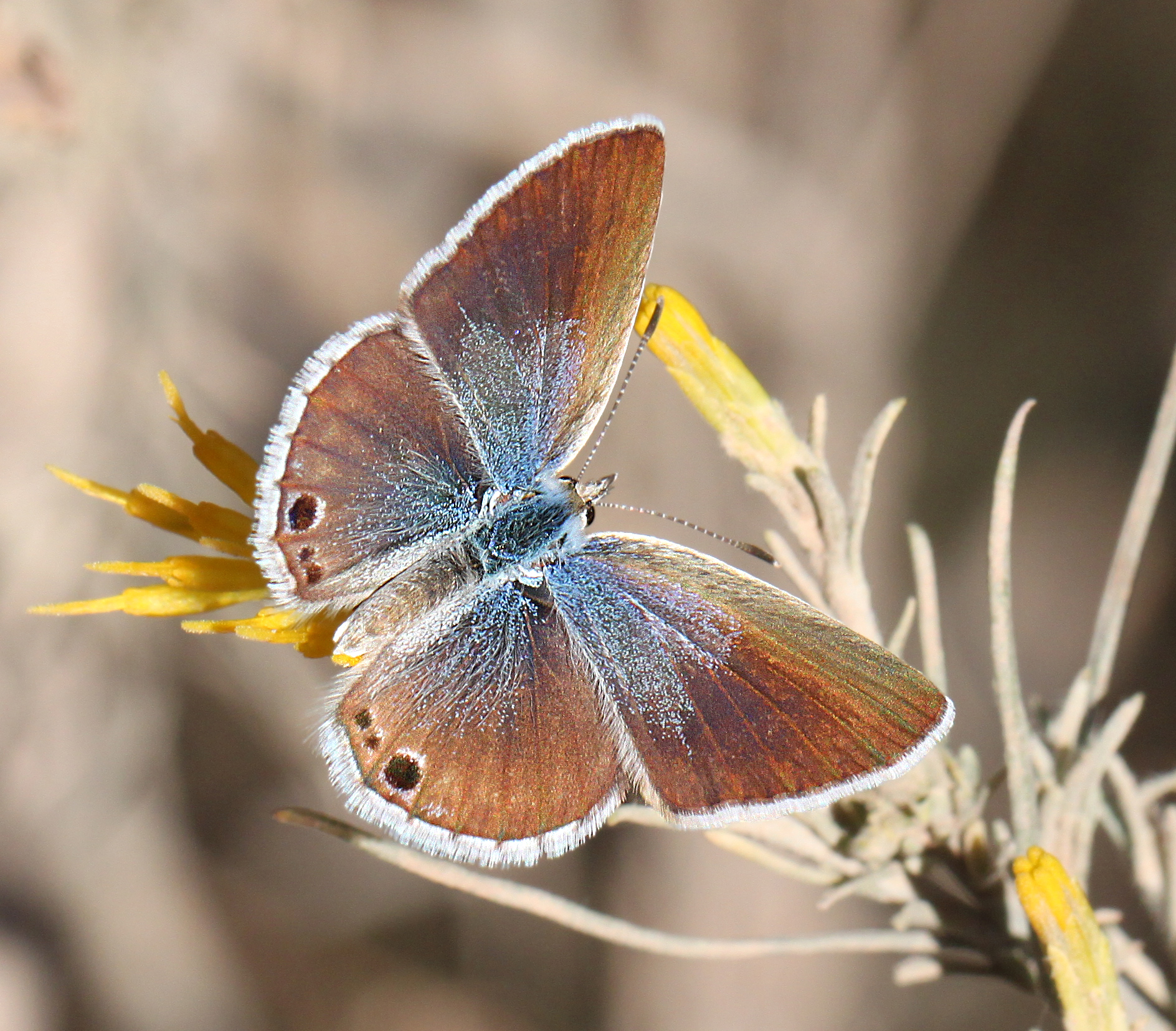
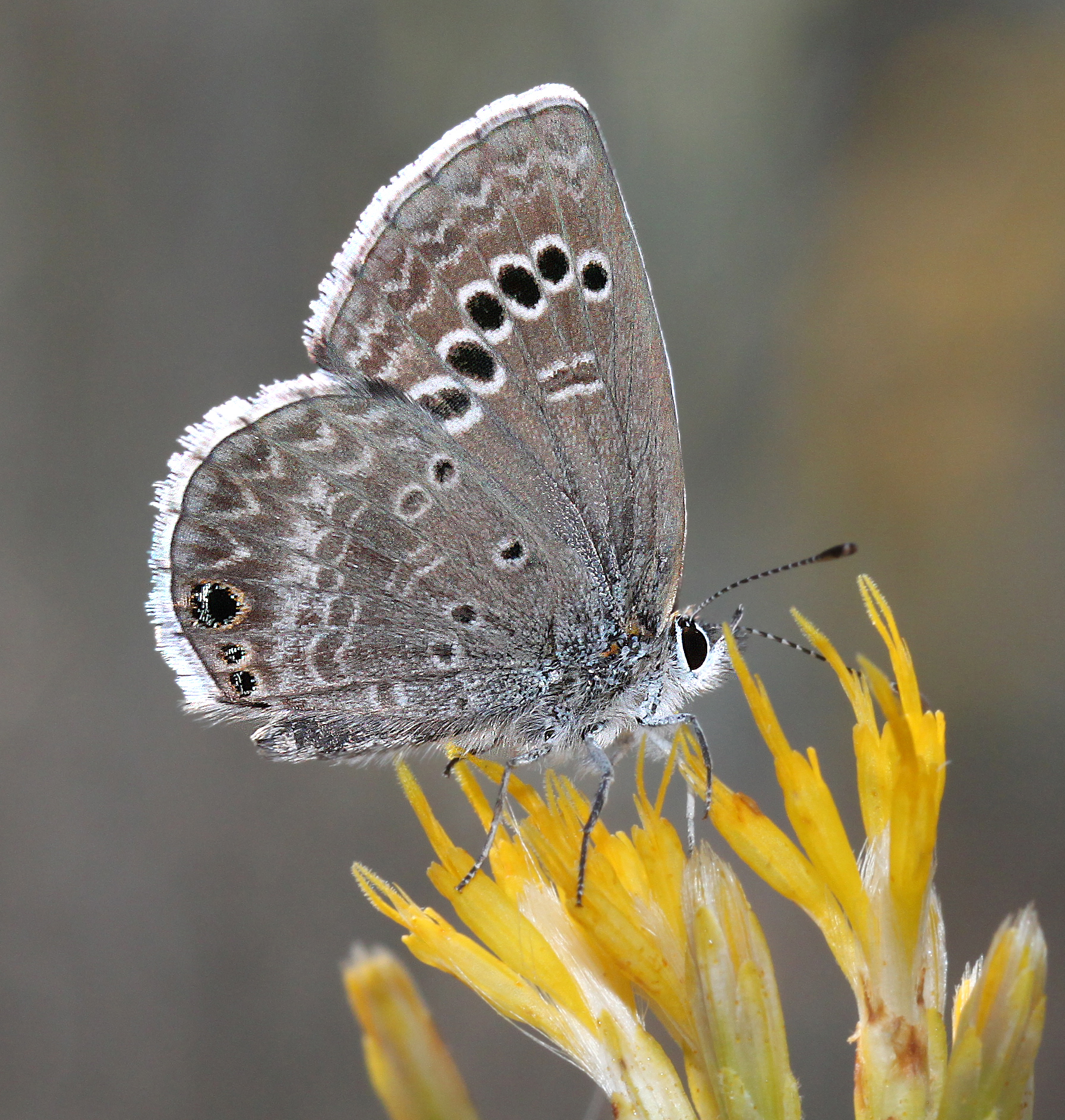